# Anekere, Channarayapatna
Anekere là một làng thuộc tehsil Channarayapatna, huyện Hassan, bang Karnataka, Ấn Độ.